# 劉璉 (永樂進士)
劉璉（1386年—？），字宗華，直隸應天府江寧縣城南隅第四廂人，明朝政治人物。進士出身。

## 生平
應天府鄉試六十九名。永樂十年（1412年）壬辰科會試二十九名，殿試登進士第三甲第五十六名。

## 家族
曾祖父劉得卿。祖父劉彥實。父亲劉通。